# Colle Ranzola
Il colle Ranzola o colle della Ranzola  (in francese, col de Ranzolaz o Col de la Ranzolaz, in titsch di Gressoney Arescoll) è un valico delle Alpi Pennine, situato a 2.170 s.l.m. in Valle d'Aosta tra i comuni di Gressoney-Saint-Jean e di Brusson.

## Toponimo
Secondo la pronuncia del patois valdostano, il toponimo in francese "Ranzolaz" va pronunciato omettendo la "z" finale, quindi "Ranzòla", come per molti altri toponimi e cognomi valdostani e delle regioni limitrofe (la Savoia, l'Alta Savoia e il Vallese).

Questa particolarità, che si discosta dalle regole di pronuncia della lingua francese standard, risale a uno svolazzo che i redattori dei registri del regno di Piemonte-Sardegna erano soliti aggiungere alla fine dei toponimi o dei nomi da pronunciare come dei parossitoni, cioè con l'accento sulla penultima sillaba, molto diffuso in francoprovenzale. In seguito, questo piccolo segno è stato assimilato a una zeta, e spesso viene erroneamente pronunciato, sia dagli italofoni che dai francofoni.

## Storia

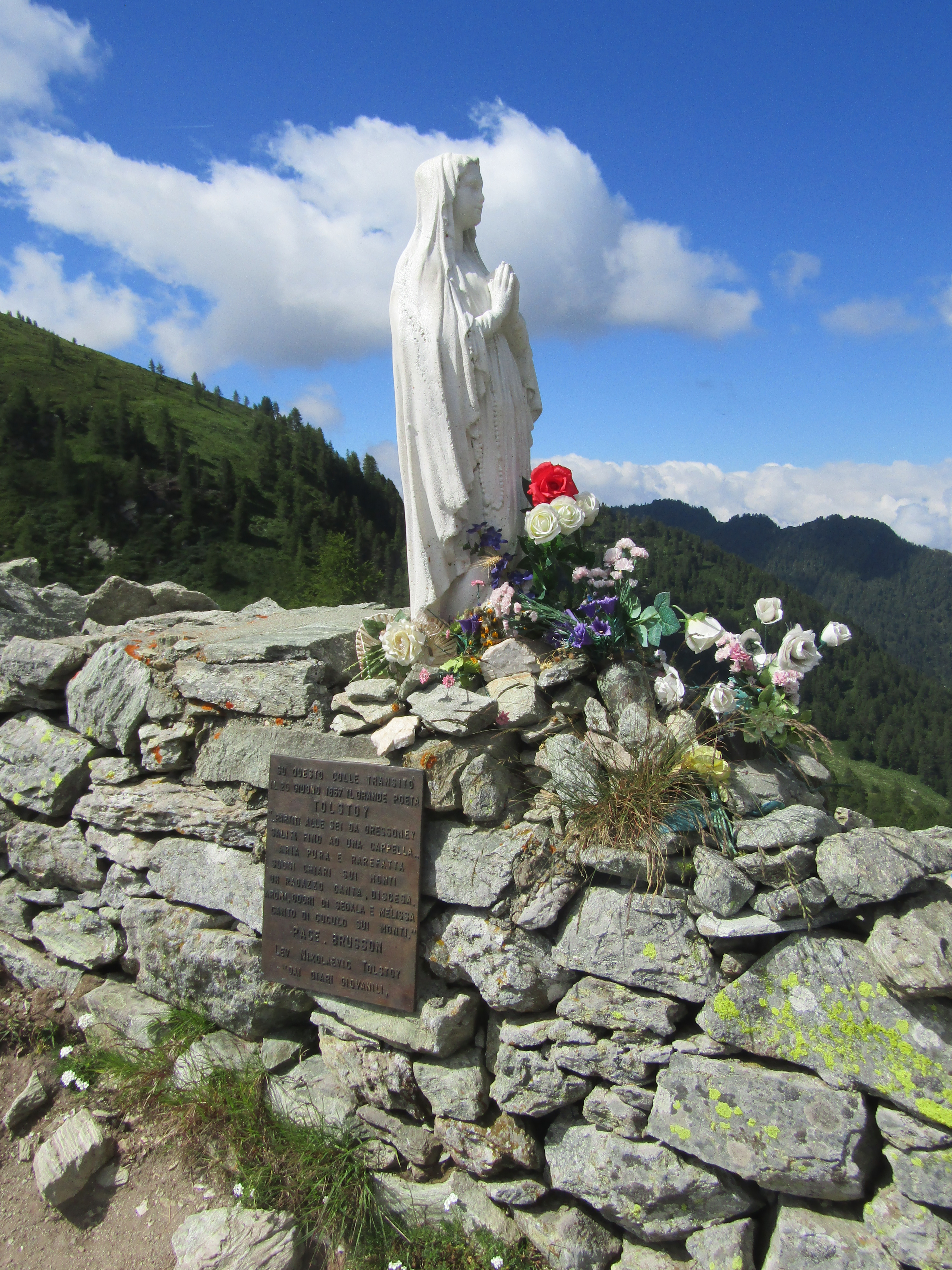
La madonnina e la lapide dedicata a Tolstoj

Il valico era in passato molto frequentato, e in particolare veniva utilizzato dagli emigranti valsesiani (in genere stagionali) diretti verso la Savoia e la Francia che, attraverso la Val Vogna e il colle di Valdobbia, raggiungevano il colle Ranzola per proseguire per il Col de Joux, oltrepassare la città di Aosta e salire al colle del Piccolo San Bernardo.
A cavallo tra il Settecento e l'Ottocento il crinale nei pressi del punto di valico venne fortificato con uno spesso muro a secco, ancora in parte presente, dalle truppe austro-russe impegnate nelle ostilità con l'esercito francese guidato da Napoleone. Attorno a metà Ottocento il colle fu raggiunto dallo scrittore russo Lev Tolstoj, che lo cita nei suoi diari; in ricordo del suo passaggio al valico è stata posizionata una lapide che riporta le parole con il quale viene descritto il transito.

## Caratteristiche
Il Colle Ranzola si apre tra la Punta Regina (a sud) e il monte Ciosé (in tedesco, Stallerhorn - 2.645 m). Fa parte della cresta spartiacque Évançon/Lys. Sul colle si trovano una cappella in pietra e una statua della Madonna. Dal colle si gode di un buon panorama, in particolare verso il lontano Monte Bianco, mentre in direzione del Monte Rosa lo sguardo è un po' limitato dalla costiera divisoria Lys/Évançon.

## Accesso

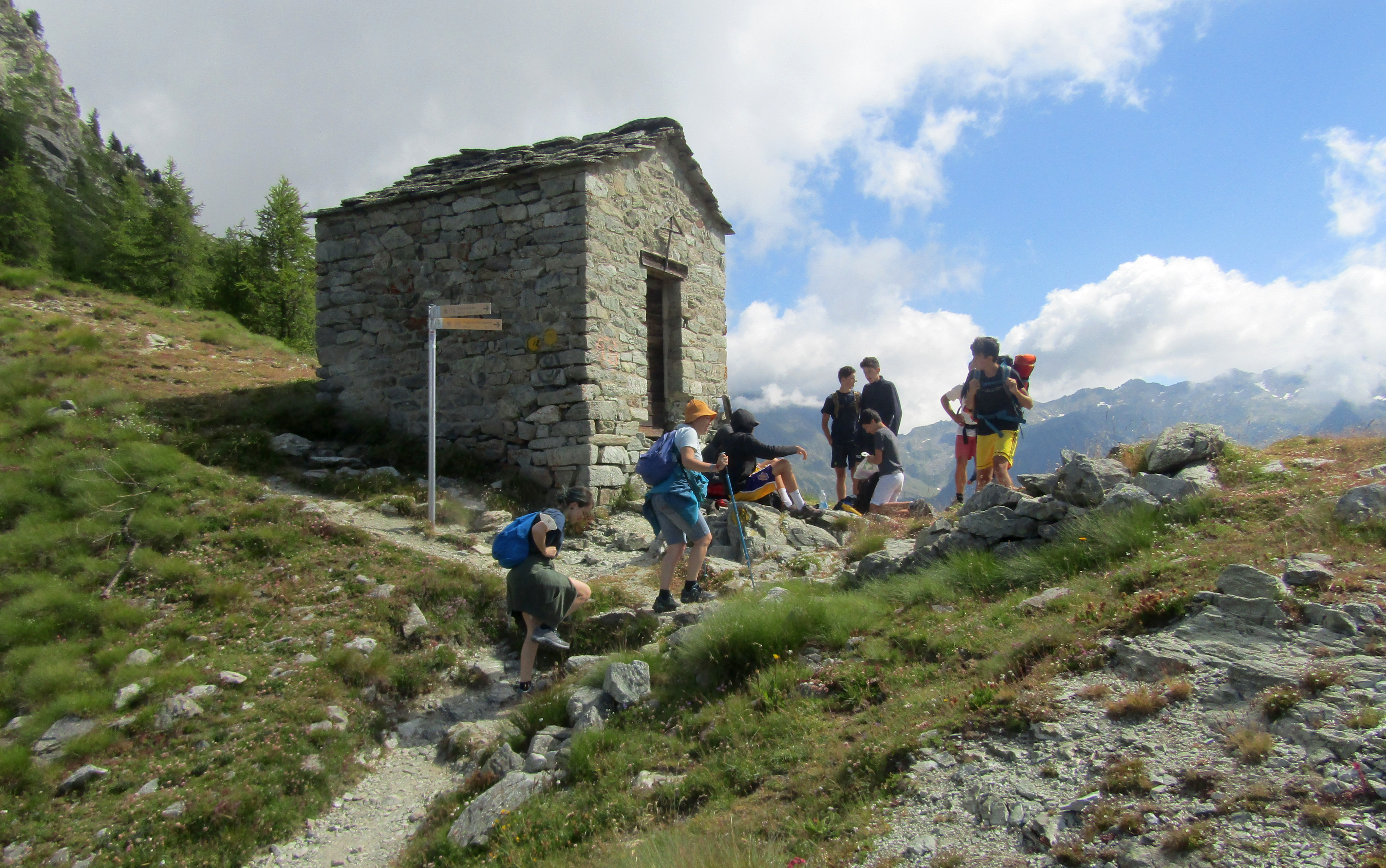
Il colle dalla val d'Ayas

Il valico si può raggiungere a piedi partendo da Estoul, seguendo una stradina che dopo l'Alpe Finestra (2.080 m) si trasforma in un sentiero pedonale, oppure da Bieltschòcke. Dal colle in una quarantina di minuti su ripido sentiero si può arrivare alla Punta Regina, così chiamata perché vi salì nel 1898 la Regina Margherita.